# Bachem Ba 349
Bachem Ba 349 Natter (tiếng Anh: Viper, Adder) là một loại máy bay tiêm kích đánh chặn động cơ tên lửa của Đức trong Chiến tranh thế giới II, nó được sử dụng rất giống với tên lửa diện đối không có người lái.

## Tính năng kỹ chiến thuật (Ba 349B-1)
Dữ liệu lấy từ 
Đặc tính tổng quan
- Kíp lái: 1
- Chiều dài: 6 m (19 ft 8 in)
- Sải cánh: 4 m (13 ft 1 in)
- Chiều cao: 2,25 m (7 ft 5 in)
- Diện tích cánh: 4,7 m2 (51 foot vuông)
- Trọng lượng rỗng: 880 kg (1.940 lb)
- Trọng lượng có tải: 2.232 kg (4.921 lb)
- Sức chứa nhiên liệu: 650 kg
- Động cơ: 1 × Walter HWK 109-509C-1 động cơ tên lửa, 11,2 kN (2.500 lbf) thrust
- Động cơ: 4 × Schmidding SG 34 , 4,9 kN (1.100 lbf) thrust  mỗi chiếc

Hiệu suất bay
- Vận tốc cực đại: 1.000 km/h (621 mph; 540 kn) trên độ cao 5.000 m (16.404 ft)
- Vận tốc hành trình: 800 km/h (497 mph; 432 kn)
- Tầm bay: 60 km (37 mi; 32 nmi)
- Trần bay: 12.000 m (39.370 ft)
- Vận tốc lên cao: 190 m/s (37.000 ft/min)
- Thời gian lên độ cao: 62 s tới độ cao 12 km (7,5 mi)

Vũ khí trang bị

- 24 đạn phản lực Henschel Hs 297 Föhn 73 mm (2,874 in)
- hoặc 33 x đạn phản lực R4M 55 mm (2,165 in) R4M rocket shells
- hoặc 2 x pháo MK 108 30 mm (1,181 in)